# پن مار (مریلند)
پن مار (به انگلیسی: Pen Mar) یک منطقهٔ مسکونی در ایالات متحده آمریکا است که در مریلند واقع شده‌است. پن مار ۴۰۲٫۹۵ متر بالاتر از سطح دریا واقع شده‌است.